# Osmia flavipes
Osmia flavipes là một loài Hymenoptera trong họ Megachilidae. Loài này được Friese mô tả khoa học năm 1909.